# Gödel első nemteljességi tétele

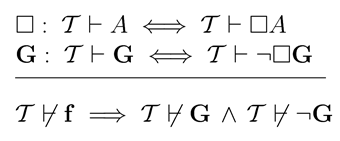
Gödel I. nemteljességi tételének elve. Az aritmetikában felírható az a ☐A formula, melynek jelentése: „A levezethető”, és az a G Gödel-mondat, melynek jelentése: a G mondat (tehát saját maga) nem levezethető. Ha az aritmetikából nem vezethető le ellentmondás (T ⊬ f), akkor sem G, sem negációja (¬G) nem bizonyítható, azaz G „igazságértéke” a matematika számára eldönthetetlen.

Gödel első nemteljességi tétele Kurt Gödel osztrák matematikus matematikai logika és a metamatematika nagy jelentőségű tétele, mely (a Gödel második nemteljességi tételével együtt) destruktív hatást gyakorolt a matematika formális nyelvekre építő megalapozási kísérleteire. Amellett, hogy a tételnek az analitikus nyelvfilozófiában is fontos szerepe van, bizonyításának módszere nagyban hozzájárult a rekurzív matematika (így a számítógép-tudomány) fejlődéséhez.

## A tétel
- Tétel – Gödel első nemteljességi tétele

Minden ellentmondásmentes, a természetes számok elméletét tartalmazó, formális-axiomatikus elméletben megfogalmazható olyan állítás, mely se nem bizonyítható, se nem cáfolható.

### Terminológiai megjegyzések
- 1. Formális-axiomatikus elmélet alatt bármilyen formalizált (például elsőrendű nyelvre épített) axiomatikus-deduktív elméletet érthetünk, melynek axiómarendszere rekurzívan felsorolható.
- 2. Ellentmondásos egy axiomatikus-deduktív elmélet, ha van benne olyan állítás, mely bizonyítható is és cáfolható is. Amennyiben kizárt, hogy akármelyik állítás bizonyítható és cáfolható is legyen, akkor azt mondjuk, hogy az elmélet ellentmondásmentes.
- 3. Azon, hogy tartalmazza a természetes számok elméletét, azt értjük, hogy szerepeljenek a formális nyelvben olyan kifejezések, melyek megfeleltethetők a természetes számoknak, az összeadásnak, a szorzásnak úgy, hogy a Peano-aritmetika axiómái megfogalmazhatók és egyben levezethetők is legyenek az elméletben. Ezt a feltételt még úgy is meg szokták fogalmazni, hogy az elmélet elegendően erős.
- 4. Megfogalmazható, azaz létezik a formális nyelvnek ilyen állítása. (Ez a fajta létezés ráadásul konstruktív abban az értelemben, hogy valamilyen eljárással véges lépésben kikereshető az összes állítás közül – bár a kikeresés idejére vonatkozóan nem feltétlenül lehet felső korlátot megadni.)
- 5. Bizonyítható, azaz formalizált axiomatikus-deduktív elméletek levezethetőség kritériumának megfelel.
- 6. Cáfolható egy S állítás, ha negációja (azaz a 'nem S' állítás) bizonyítható.